# Sungrow
 (juillet 2025).
Sungrow est une entreprise chinoise spécialisée dans la fabrication d'ondulateur électrique.